# Jurij Fomenko
Jurij Serhijjowycz Fomenko, ukr. Юрій Сергійович Фоменко (ur. 31 grudnia 1986 roku w Kotelwie, w obwodzie połtawskim) – ukraiński piłkarz, grający na pozycji napastnika.

## Kariera piłkarska
Wychowanek amatorskiego FK Wełyka Bahaczka. 19 lipca 2007 rozpoczął karierę piłkarską w MFK Mikołajów. W lipcu 2008 przeszedł do Stali Ałczewsk, ale już wkrótce, w sierpniu przeniósł się do Prykarpattia Iwano-Frankiwsk. W sezonie 2009/10 występował w Heliosie Charków. Latem 2010 wyjechał do Azerbejdżanu, gdzie bronił barw klubów Kəpəz Gəncə, İnter Baku i AZAL PFK Baku. Podczas przerwy zimowej sezonu 2013/14 powrócił do Ukrainy i potem grał w amatorskiej drużynie SK Połtawa. Wiosną 2015 roku podpisał kontrakt z litewskim FK Šiauliai, ale latem wrócił do azerskiego İnteru Baku. 1 czerwca 2016 roku opuścił klub z Baku.

## Sukcesy i odznaczenia

### Sukcesy klubowe
İnter Baku
- brązowy medalista Mistrzostw Azerbejdżanu: 2012/2013